# بی.براون
بی. براون (انگلیسی: B. Braun) شرکت مراقبت سلامت آلمانی است، که در سال ۱۸۳۹ تأسیس شد.